# Brun kartlav
Brun kartlav (Rhizocarpon badioatrum) är en lavart som först beskrevs av Flörke ex Spreng., och fick sitt nu gällande namn av Theodor 'Thore' Magnus Fries. Brun kartlav ingår i släktet Rhizocarpon och familjen Rhizocarpaceae.  Arten är reproducerande i Sverige. Inga underarter finns listade i Catalogue of Life.